# Psaliodes corrosa
Psaliodes corrosa är en fjärilsart som beskrevs av W. Warren 1904. Psaliodes corrosa ingår i släktet Psaliodes och familjen mätare. Inga underarter finns listade i Catalogue of Life.